# Тунчбилек
Тунчбилек (на турски: Tunçbilek) е град (belde) в окръг Тавшанли, вилает Кютахия, Турция. Населението му е 4525 души (2022 г.). Наблизо се намира въглищна мина Йомерлер.